# Sainte-Gemme, Indre
Sainte-Gemme är en kommun i departementet Indre i regionen Centre-Val de Loire i de centrala delarna av Frankrike. Kommunen ligger i kantonen Mézières-en-Brenne som tillhör arrondissementet Le Blanc. År 2022 hade Sainte-Gemme 257 invånare.

## Befolkningsutveckling
Antalet invånare i kommunen Sainte-Gemme
Referens:INSEE